# Euncheok-myeon
Euncheok-myeon (koreanska: 은척면) är en socken i den centrala delen av Sydkorea,  150 km sydost om huvudstaden Seoul. Den ligger i kommunen Sangju i provinsen Norra Gyeongsang.